# Ottersburg

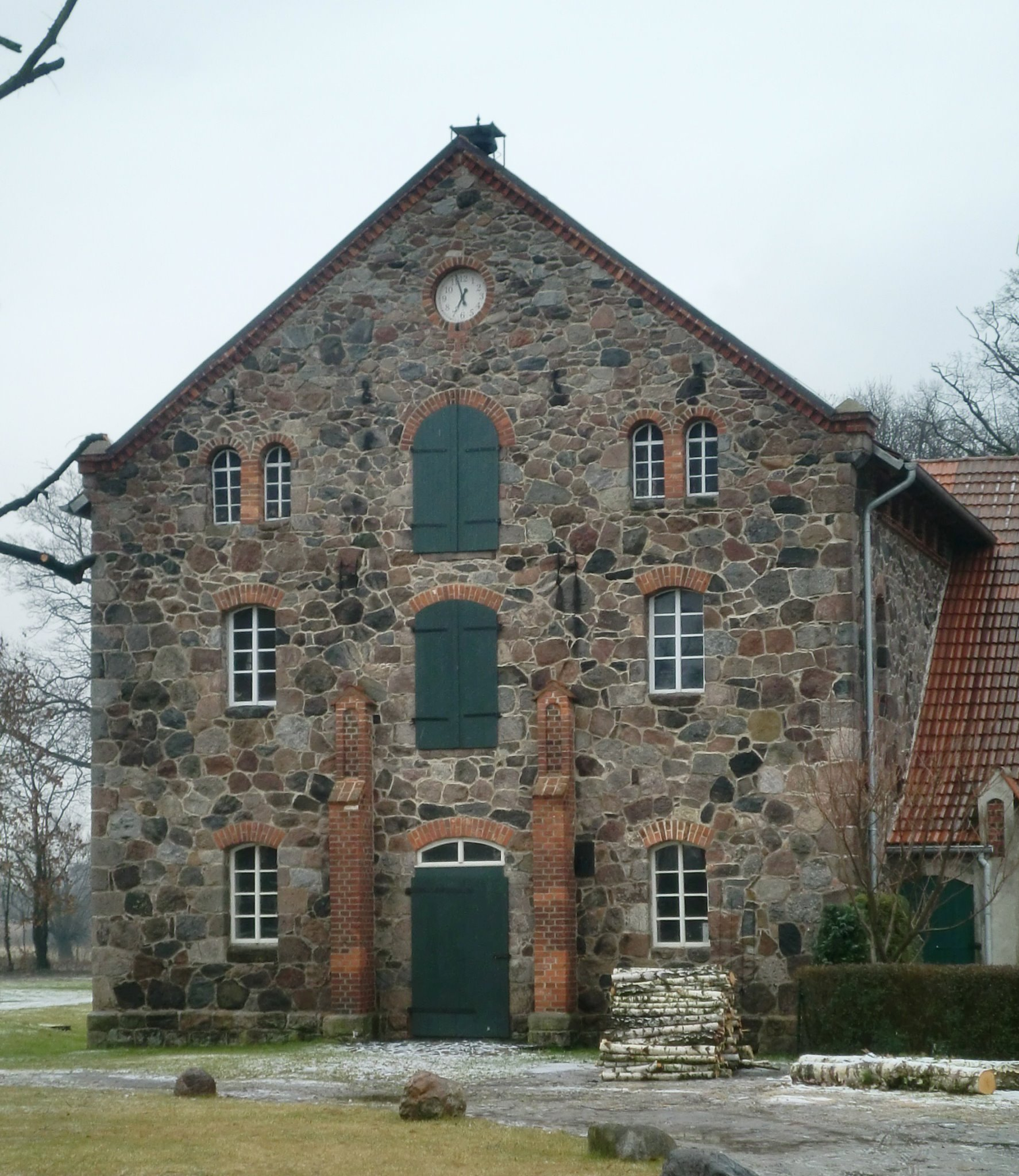
Gebäude auf dem Gutshof

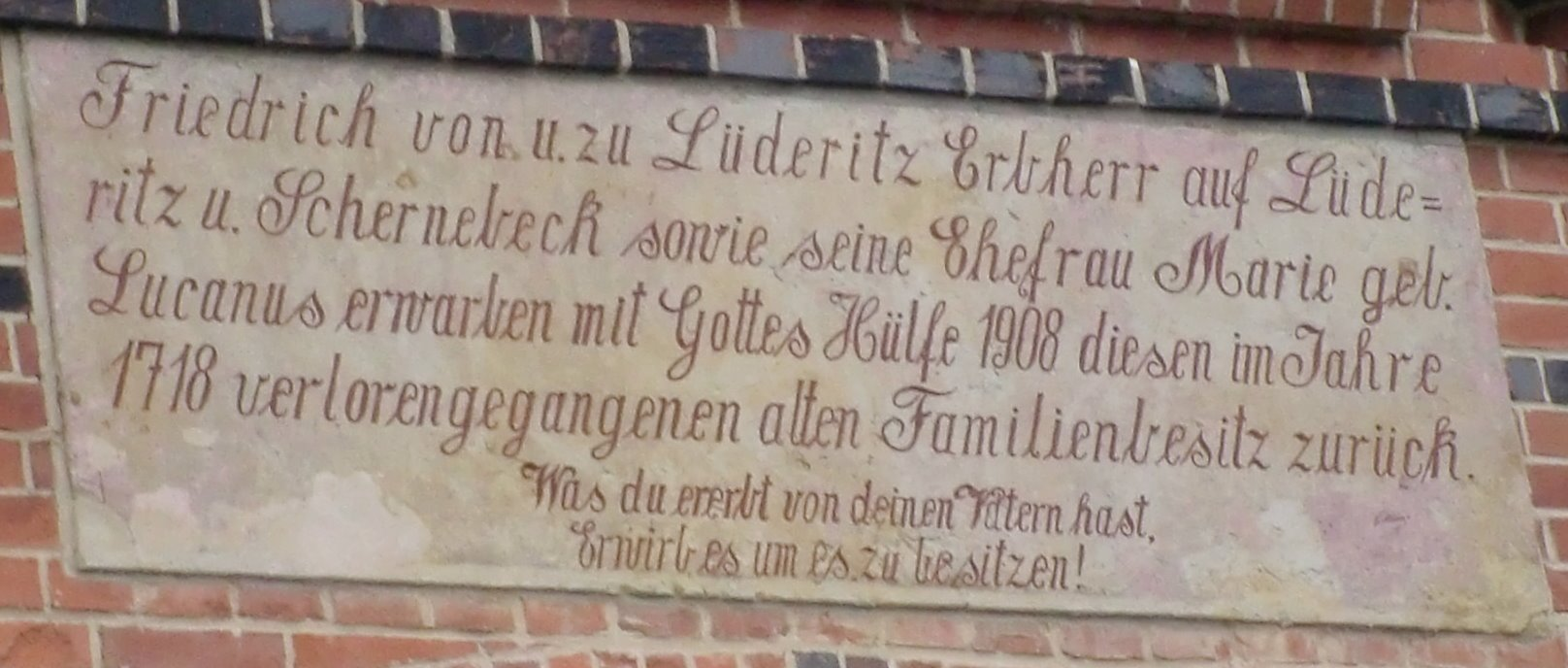
Inschrift am Gutshaus

Ottersburg gehört zur Ortschaft Windberge und ist ein Ortsteil der Stadt Tangerhütte im Landkreis Stendal in Sachsen-Anhalt.

## Geographie
Das Dorf Ottersburg liegt abgelegen an der Straße von Windberge nach Brunkau 15 Kilometer südwestlich der Kreisstadt Stendal am Rande der Colbitz-Letzlinger Heide im Niederungsgebiet des Lüderitzer Tangers in der Altmark.
Nachbarorte sind Wittenmoor im Norden, Windberge und Schleuß im Osten und Brunkau im Süden.

## Geschichte

### Mittelalter bis Neuzeit
In der ersten urkundliche Erwähnung von 1375 im Landbuch der Mark Brandenburg wird das Dorf als Ostirburg bezeichnet mit 24 Zinshufen und zwei weiteren dem Pfarrer gehörenden Hufen. Die Hälfte des Ortes gehörte der Familie von Lüderitz die andere Hälfte den Söhnen eines Johannes Junge aus Stendal. Es sollen hier vier Rittersitze bestanden haben. Ab dem Jahr 1459 wurde Ottersburg als Wüstung geführt. Im Jahre 1547 wurde eine auf der wüsten Feldmark vorhandene Schäferei verwüstet. 1634 wurde eine Neue Schäferei genannt. 1686 gehörte ein Vorwerk den von Lüderitz.
1718 war das im 16. Jahrhundert auf wüster Feldmark errichtete Gut der von Lüderitz vom Kurfürsten zum Amt Neuendorf erworben worden. Eine königliche Domäne entstand. Die heute noch vorhandenen Gutsgebäude aus der Zeit um 1850 und stehen unter Denkmalschutz.
Zwischen 1750 und 1754 sind Württemberger Kolonisten in Ottersburg angesetzt worden.
1908 erwarben Friedrich von Lüderitz und seine Ehefrau Marie das seit 1718 nicht mehr im Eigentum der Familie stehende Gut zurück. 1909 wurde Ottersburg von Kaiser Wilhelm II. zum Rittergut erhoben, jedoch nur für die Besitzzeit der von Lüderitz.

### Landwirtschaft
Bei der Bodenreform 1945 wurde das Gut, eine 326 Hektar große Besitzung, vollständig enteignet. Davon wurden 126,6 Hektar aufgeteilt auf fünf landarme Bauern und 14 landlose Bauern und Kleinpächter. 1946 wurde ein Provinzialgut mit 146 Hektar genannt, das später an Bauern aufgeteilt wurde. Im Jahre 1953 entstand die erste Landwirtschaftliche Produktionsgenossenschaft vom Typ III, die  LPG „Karl Marx“, die später in der LPG Tierproduktion „7. Oktober“ Lüderitz aufging und bis 1993 aktiv war. 1999 kaufte der heutige Besitzer Parzellen der aufgesiedelten Hofanlage zurück und saniert seither die erworbenen Gebäude und Flächen.

### Kirche
Im Mittelalter verfügte Ottersburg über eine eigene Kirche, die als Wallfahrtskirche diente. Vor der Reformation fand zwischen Ostern und Pfingsten wöchentlich eine Prozession aus Lüderitz zu der Kirche in Ottersburg statt. 1753 gab es nur noch Reste von der Kirche. 1802 berichtete Heinrich Christoph Steinhart über die „Trümmer einer ehemaligen Kirche“ beim Vorwerk Ottersburg. Die Lage der Kirche ist nicht überliefert.

### Schlossberg – der Burgwall der Ottersburg
Knapp einen Kilometer östlich Dorfes liegt ein Hügel, im Volksmund Schlossberg genannt. Dort wurden bei archäologischen Ausgrabungen im Jahr 2007 Reste einer Burganlage, der sogenannten Ottersburg gefunden. Die Burg bestand ursprünglich aus einem von Wällen und Gräben umgebenen Kastell. Mit Hilfe dendrochronologischer Bestimmungen konnten gefundene Holzgegenstände, darunter ein Paddel, auf das 9. Jahrhundert datiert werden. Ein Reitersporn stammt aus dem 10. Jahrhundert.
Die Ergebnisse dieses Kooperationsprojektes zur Erforschung der Ottersburg zwischen dem örtlichen Kulturverein und Forschern des Lehrstuhls für Ur- und Frühgeschichte der Humboldt-Universität zu Berlin, des Landesamts für Denkmalpflege und Archäologie Sachsen-Anhalt und der Johann Wolfgang von Goethe-Universität Frankfurt/M. wurden in mehreren Artikeln in der Jahresschrift für mitteldeutsche Vorgeschichte dokumentiert. Beschrieben werden die früh- und hochmittelalterliche Burg, gefundene Tierreste, Pollenanalysen und die geologischen Verhältnisse.

### Frühere Erwähnungen
Der Historiker Peter Rohrlach hält die von Johann Friedrich Danneil genannte erste urkundliche Erwähnung von 1080 als Osterburgk nach der Handschrift Orig. Guelf. IV. 150 für unpassend. Demnach hätten die Grafen von Osterburg-Veltheim den Ort als Lehen des Helmstedter Kloster St. Ludgeri besessen.

### Eingemeindungen
Ursprünglich gehörte das Gut Ottersburg zum Tangermündeschen Kreis der Mark Brandenburg in der Altmark. Von 1807 bis 1813 lag es im Kanton Lüderitz auf dem Territorium des napoleonischen Königreichs Westphalen. Nach weiteren Änderungen kam das Gut 1816 zum Kreis Gardelegen, dem späteren Landkreis Gardelegen. Am 30. September 1928 wurde der Gutsbezirk Ottersburg in eine Landgemeinde umgewandelt.
Ab dem 25. Juli 1952 gehörte die Gemeinde Ottersburg zum Kreis Tangerhütte. Am 14. September 1963 wurde das südlich gelegene Brunkau der Gemeinde Ottersburg als Ortsteil zugeordnet. Am 1. Januar 1974 wurde die Gemeinde Ottersburg in die Gemeinde Windberge eingemeindet. So gelangten beide Ortsteile zur Gemeinde Windberge.
Seit dem 31. Mai 2010 gehört der Ortsteil Ottersburg zur Ortschaft Windberge und zur „Einheitsgemeinde Stadt Tangerhütte“, da an dem Tag Windberge in Tangerhütte eingemeindet wurde.

### Einwohnerentwicklung
| Jahr | Einwohner |
| ---- | --------- |
| 1772 | 09        |
| 1790 | 079       |
| 1798 | 063       |
| 1801 | 055       |
| 1818 | 077       |
| 1840 | 110       |
| 1864 | 116       |

| Jahr | Einwohner |
| ---- | --------- |
| 1871 | 096       |
| 1885 | 077       |
| 1892 | [00]069   |
| 1900 | [00]057   |
| 1905 | 070       |
| 1910 | 070       |
| 1925 | 098       |

| Jahr | Einwohner |
| ---- | --------- |
| 1939 | 076       |
| 1946 | 137       |
| 1964 | 208       |
| 1971 | 192       |
| 2013 | 0[00]75   |
| 2014 | 0[00]71   |
| 2018 | 0[00]65   |

| Jahr | Einwohner |
| ---- | --------- |
| 2019 | [00]64    |
| 2020 | [00]63    |
| 2021 | [00]63    |
| 2022 | [0]63     |
| 2023 | [0]60     |

Quelle, wenn nicht angegeben, bis 1971:

## Religion
Die evangelischen Christen aus Ottersburg gehörten ursprünglich zur Kirchengemeinde Ottersburg mit eigenem Pfarrer und einer Kirche vor Ort. Bereits 1720 war die Kirche nur noch eine Vagans zur Kirche in Lüderitz. Das spätere Dorf Ottersburg, war nach Lüderitz eingekircht. Ottersburg gehört damit heute wahrscheinlich zum Pfarrbereich Lüderitz des Kirchenkreises Salzwedel im Bischofssprengel Magdeburg der Evangelischen Kirche in Mitteldeutschland.
Die ältesten überlieferten Kirchenbücher für Ottersburg stammen aus dem Jahre 1797.
Die katholischen Christen gehören zur Pfarrei St. Anna in Stendal im Dekanat Stendal im Bistum Magdeburg.

## Kultur und Sehenswürdigkeiten
- Das Rittergut Ottersburg ist als Baudenkmal ausgewiesen.[4]
- Der Schlossberg östlich des Dorfes, eine eingeebnete Niederungsburg mit der Wüstung des alten Dorfes, steht als Bodendenkmal unter Schutz.[4]

### Vereine
Im Jahr 2007 gründete sich der Kulturverein zur Erforschung der Geschichte der Ottersburg e. V. der vor allem der Erforschung der ehemaligen Burg verpflichtet ist und anfangs ein Historisches Sommer- und Kinderfest veranstaltete.

## Wirtschaft
- Auf Grund der landschaftlich schönen und abgeschiedenen Lage wird das frühere Gut touristisch genutzt. Die umgebauten alten Gutsgebäude dienen als Unterkünfte.[8]
- Die 2016 gegründete Jagdschule bietet Lehrgänge zur Jagdscheinprüfung an.[25]
- Im Jahre 2010 wurde eine Legehennenanlage mit 39.900 Legehennenplätzen im Dorf genehmigt.[26]

## Verkehr
Es verkehren Linienbusse und Rufbusse der Regionalverkehr Westsachsen (RVW) unter dem Markennamen stendalbus.